# 刘汝魁
刘汝魁（—1646年），陕西大荔人。大顺重要将领。

## 生平
刘汝魁参加农民军较早，外号皂莺，后成为李自成所部一员。
崇祯十六年(1643年)，李自成建立五营军制，刘汝魁任左营威武将军。参与南阳战役、克潼关。大顺永昌元年(1644年)，刘汝魁随刘芳亮渡黄河，从南路向北京进军。刘芳亮军攻克怀庆后，自率一路北攻长治，遣刘汝魁由怀庆东进，抄彰德府南路，两军相约合击彰德。于是，刘汝魁破长垣、滑县、开州。时刘芳亮已破彰德北上，刘汝魁随即驻军怀庆彰德一带。
一片石战役后，前明故旧反顺复明。原明兵部尚书张缙彦在新乡举兵，刘汝魁率王进才从怀庆出兵，击杀张光，张缙彦退保山寨。永昌二年七月，李过率刘汝魁等九部大顺军攻清荆州。后李过撤围与田见秀部会师，共立李自敬为大顺新领袖，联明抗清。
永昌三年(1646年)，刘汝魁随刘芳亮攻荆州西城，清军突然出现，大顺军大败，刘汝魁战死。一说刘汝魁逃出，后追随李来亨，同死兴山。